# Fribourg Centre
 (septembre 2024).
Fribourg Centre est un centre commercial situé en face de la gare de Fribourg, en Suisse. Inauguré en 2003, il regroupe divers commerces, restaurants et espaces de bureaux.

## Historique
Fribourg Centre est inauguré en octobre 2003 dans le cadre d'un projet de revitalisation du quartier de la gare de Fribourg. Ce projet vise à créer un espace commercial moderne et accessible au cœur de la ville.
Fribourg Centre abrite une variété de commerces, allant des enseignes de grande distribution aux boutiques spécialisées ainsi que des espaces de bureaux occupés par diverses entreprises, notamment Harmonic (en),[source insuffisante].
Le centre comprend également un complexe de cinéma, rénové en 2021,[source insuffisante]. Ce cinéma est l'un des lieux où se tient le festival international de films de Fribourg, un événement annuel dans la ville,[source insuffisante].